# Herpetacanthus longipetiolatus
Herpetacanthus longipetiolatus är en akantusväxtart som beskrevs av Indriunas och Kameyama. Herpetacanthus longipetiolatus ingår i släktet Herpetacanthus och familjen akantusväxter. Inga underarter finns listade i Catalogue of Life.